# Amuitahiraa o te nuna'a Maohi
Le ʻĀmuitahiraʻa o te nūnaʻa māʻohi (en français : Rassemblement du peuple maohi), connu sous le nom de Tāhōʻēraʻa Huiraʻatira de 1977 à 2022 (nom en tahitien traduisible en français par « Union du peuple » ou « Rassemblement populaire »), est un parti politique français et localement implanté en Polynésie française, d'inspiration gaulliste, tout comme l'UT-UNR dont il est l'héritier. Gaston Flosse a d'ailleurs été parmi les membres fondateurs du RPR en 1977 aux côtés de Jacques Chirac.
C'est également un parti qui affirme son attachement à la France, tout en étant un farouche défenseur de l'autonomie de la Polynésie française. Il est surnommé « le parti orange ».
Le 29 janvier 2022, le parti change de nom et de ligne politique. Le Tāhōʻēraʻa Huiraʻatira devient ainsi le ʻĀmuitahiraʻa o te nūnaʻa māʻohi et défend l’idée d’une évolution statutaire à travers un nouveau statut, celui d’État souverain associé à la France.
Le 28 septembre 2024, après la démission de Gaston Flosse, Bruno Sandras lui succède. Il est élu conjointement avec le Premier président délégué, Tehevini Purakaueke, et la Deuxième présidente déléguée, Nélia Tihoni. Gaston Flosse aura tenté, par diverses manœuvres de faire désigner son épouse pour lui succéder. Cependant, conscient que celle-ci ne fait pas l’unanimité et face aux réticences suscitées par sa propre réputation, il finit par renoncer à cette stratégie.

## Histoire

### Union tahitienne

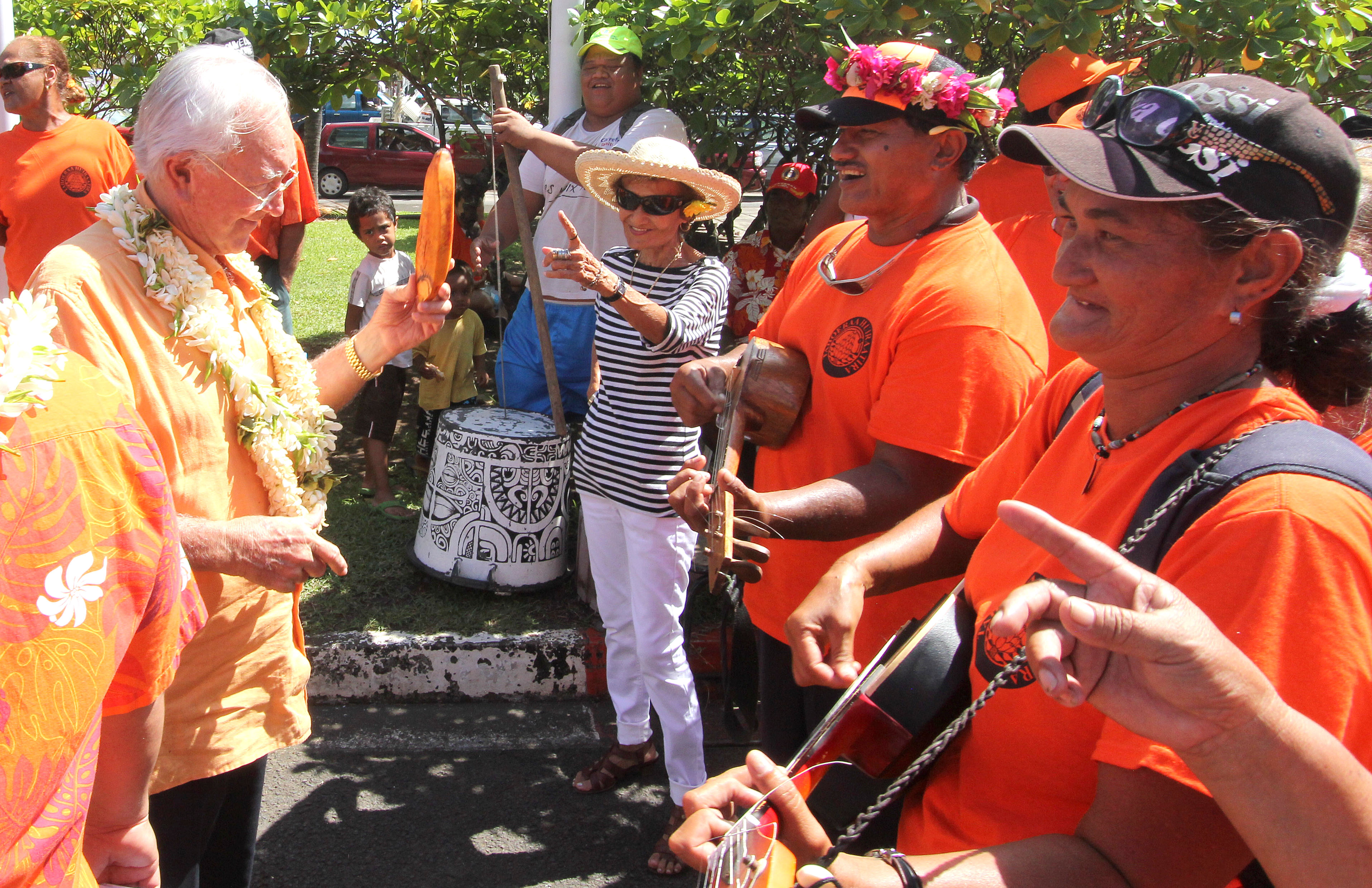
Gaston Flosse brandissant un fe'i (emblème du Parti) devant des militants.

De 1949 à 1953, les institutions représentatives des Établissements français de l'Océanie sont conquises par le Rassemblement des populations tahitiennes (RDPT) de Pouvanaa Oopa. L'opposition au RDPT se structure autour de l'avocat Rudy Bambridge qui crée l'Union tahitienne. Rudy Bambridge échoue aux élections législatives de 1956 face à Pouvanaa Oopa et le RDPT emporte de nouveau les élections territoriales de 1957. Au début de 1958, l'Union tahitienne, au départ liée à l'Union démocratique et socialiste de la Résistance de René Pleven se rapproche des gaullistes de métropole, à ce moment dénommés Républicains sociaux. Le mouvement est restructuré le 28 avril 1958 en présence d'un émissaire de Roger Frey, André Rives-Henrÿs, et devient l'Union tahitienne démocratique. Outre Rudy Bambridge (président), on y trouve Frantz Vanizette (secrétaire général), Alfred Poroi (maire de Papeete) et Gérald Coppenrath.
L'UTD bénéficie de l'arrivée au pouvoir du général de Gaulle en mai-juin 1958. Gérald Coppenrath est élu sénateur en juin et par ailleurs le RDPT est frappé en octobre par l'arrestation de Pouvanaa Oopa et de plusieurs autres leaders. L'UTD est toujours associée au parti gaulliste, l'Union pour la nouvelle République, UNR.
Le lien est renforcé en 1962 lorsque l'UTD devient officiellement, le 7 juillet 1962, UTD-UNR.
En 1968, l'UTD change de nom et devient l'Union tahitienne-UDR (Union pour la défense de la République). Le 24 juillet 1971, Gaston Flosse, membre de l'UT depuis 1958, succède à Rudy Bambridge à la présidence de l'UT-UDR (Te Tāhōʻēraʻa Māʻohi en tahitien).

### Tāhōʻēraʻa Huiraʻatira

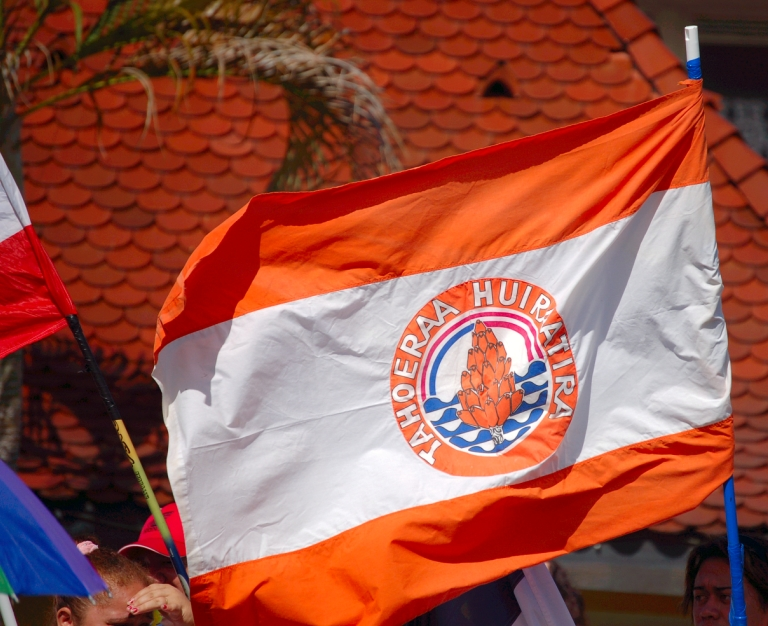
Ancien drapeau utilisé par le Tahoeraa huiraatira.

- 6 mai 1977 : création par Gaston Flosse du Tāhōʻēraʻa Huiraʻatira (Rassemblement populaire), affilié au RPR puis à l'UMP
- 7 juillet 2007 : démarche de pacification des relations politiques entre indépendantistes et autonomistes engagée par Oscar Temaru et Gaston Flosse
- 26 février 2008 : fusion de sa liste avec celle de l'Union pour la démocratie dans un groupe dénommé Union pour le développement, la stabilité et la paix à l'Assemblée de la Polynésie française
- 5 mais 2013 : retour en force du Tahoeraa et de Gaston Flosse qui remporte les élections territoriales.
- Janvier 2022 : le Tahoeraa devient le Amuitahiraa o te Nunaa Maohi et prône la souveraineté.
- 18 avril 2023 : Gaston Flosse et Edouard Fritch renoue les liens et s'associe pour le second tour des élections territoriales. C'est un échec puisque le Tavini Huiraatira remporte le scrutin.
- 28 septembre 2024 : Bruno Sandras devient le Président du Mouvement.

Ancien logo utilisé par leTahoeraa huiraatira.

Lors des élections législatives françaises de 2012, le parti obtient les trois députés de Polynésie française.
Il remporte la majorité relative et la prime électorale associée (depuis 2011) lors du second tour des élections territoriales du 5 mai 2013.
Après la démission d'office de Gaston Flosse, frappé d'inéligibilité, le 5 septembre 2014 de la présidence de la Polynésie, Édouard Fritch est élu pour le remplacer. Les deux hommes entrent bientôt en conflit et lors de l'élection sénatoriale partielle de mai 2015, ce sont les candidats dissidents soutenus par Édouard Fritch, Nuihau Laurey et Lana Tetuanui, qui sont élus face aux sortants. Le président de la Polynésie française créé par la suite le Tapura huiraatira, qui comprend notamment 16 conseillers territoriaux issus du Tahoeraa, les deux sénateurs et deux des trois députés du parti (Jean-Paul Tuaiva et Maina Sage).
Le 21 mars 2017, le grand conseil du parti vote à l'unanimité pour le soutien à Marine Le Pen pour l'élection présidentielle 2017. Selon Le Monde, Gaston Flosse « ex-homme fort du territoire, condamné à plusieurs reprises et privé de droits civiques, s'est mobilisé en faveur de la candidate FN, qui défendait une idée à laquelle il tient beaucoup : le statut de pays associé. » En Polynésie, Le Pen obtient 32,53 % (2e), un score six fois plus élevé qu'en 2012.
- 29 janvier 2022 : À cette date, le parti se réunit en Congrès et vote le changement de nom. Le Tāhōʻēraʻa Huiraʻatira devient le ʻĀmuitahiraʻa o te nūnaʻa māʻohi. La ligne politique est désormais celle de la souveraineté (à ne pas confondre avec l’indépendance du Tavini huiraatira), à travers un nouveau statut, l’État souverain associé à la France. C’est à cette occasion également que les instances dirigeantes du parti sont renouvelées et que le parti valide son soutien à Valérie Pécresse pour l’élection présidentielle de 2022.

## Liste des présidents
- Gaston Flosse, depuis le 6 mai 1977, ancien président de la Polynésie française, ancien maire de Pirae, ancien sénateur de la Polynésie, ancien président de l'Assemblée de la Polynésie française, ancien vice-président du conseil des ministres, ancien secrétaire d'État chargé des problèmes du Pacifique sud.
- Bruno Sandras, depuis le 28 septembre 2024. Deux fois maire de Papara, il a été membre de l'Assemblée de la Polynésie française (circonscription des îles du Vent) et du gouvernement de Polynésie française ; il fut député à l'Assemblée nationale pour la 2e circonscription de Polynésie (Est) durant la XIIIe législature, de 2007 à 2012.

## Résultats électoraux

### Élections territoriales
| Année | 1er tour | 1er tour | 1er tour | 2d tour | 2d tour | 2d tour | Sièges  |
| Année | Voix     | %        | Rang     | Voix    | %       | Rang    | Sièges  |
| ----- | -------- | -------- | -------- | ------- | ------- | ------- | ------- |
| 1982  |          |          |          |         |         |         | / 57    |
| 1986  |          |          |          |         |         |         | / 57    |
| 1991  |          |          |          |         |         |         | / 57    |
| 1996  |          |          |          |         |         |         | / 57    |
| 2001  |          |          |          |         |         |         | / 57    |
| 2004  |          |          |          |         |         |         | 27 / 57 |
| 2008  |          |          |          |         |         |         | 10 / 57 |
| 2013  | 51 316   | 40,16    | 1er      | 62 340  | 45,11   | 1er     | 38 / 57 |
| 2018  | 36 754   | 29,41    | 2d       | 37 591  | 27,70   | 2d      | 11 / 57 |